# Leena Lehtolainen
Leena Katriina Lehtolainen (ur. 11 marca 1964 w Vesanto) – fińska pisarka, autorka powieści kryminalnych, w których najczęściej w roli głównej występuje detektyw Maria Kallio. Jej książki zostały przetłumaczone na 30 języków.

## Utwory przetłumaczone na język polski
- Kobieta ze śniegu (Luminainen, 1996)
- Spirala śmierci (Kuolemanspiraali, 1997)
- Pod wiatr (Tuulen puolella, 1998)
- Na złym tropie (Väärän jäljillä, 2008)
- Gdzie się podziały dziewczęta? (Minne tytöt kadonneet, 2010)